# Уроки французского
«Уроки французского» — рассказ русского писателя Валентина Распутина.
Впервые появился в 1973 году в иркутской комсомольской газете «Советская молодёжь» в номере, посвящённом памяти Александра Вампилова.

## Сюжет
Действие рассказа происходит в 1948 году, после Великой Отечественной войны. Главный герой — одиннадцатилетний мальчик, имя которого не упоминается и от лица которого ведётся повествование. До одиннадцати лет он жил и учился в деревне. Мать, видя его тягу к знаниям и желая дать сыну образование, отправляет его в школу в районный центр. Там герой испытывает тяготы, связанные с голодом. О сложном положении героя узнает его учитель французского языка, Лидия Михайловна. Женщина пытается помочь ученику, вызвавшему у неё симпатию благодаря его доброте, отзывчивости и таланту, однако гордость мальчика не позволяет ему принять помощь просто так. Лидия Михайловна принимает решение помогать мальчику хитростью, «поддаваясь» ему в азартной игре. Об азартных играх с учеником узнаёт директор школы и увольняет учителя. Женщина уезжает домой, на Кубань. В завершении рассказа главный герой получает посылку от Лидии Михайловны, в которой обнаруживает макароны и красные яблоки, которых ранее он никогда не видел.

## Экранизация рассказа
В 1978 году по мотивам рассказа был снят кинофильм — «Уроки французского».